# Stefan Mann
Stefan Mann (* 2. Juni 1975 in Weißwasser) ist ein deutscher Eishockeyspieler und -trainer.

## Karriere
Mann begann seine Karriere beim ES Weißwasser, wo er ab der Saison 1992/93 dem Profikader angehörte. Nach einer weiteren Spielzeit in Weißwasser, in der er 47 Partien absolvierte und dabei 13 Scorerpunkte erzielte, wechselte er im Sommer 1994 zu den Kölner Haien. Mit den Haien wurde er in seiner ersten Saison 1994/95 nach einem Play-off-Finalsieg gegen den EV Landshut deutscher Meister. Zudem kam er in der European Hockey League zum Einsatz, an der die Haie 1996/97 teilnahmen. Nachdem sein Vertrag zum Ende der Spielzeit 1996/97 nicht verlängert worden war, wechselte er zu den Erding Jets.
Es folgte ein Jahr bei seinem Heimatverein, dem ES Weißwasser, ehe er in der Saison 1999/00 erneut in die Deutsche Eishockey Liga wechselte. Dort ging er für die Nürnberg Ice Tigers aufs Eis, mit denen er in der Abstiegsrunde den Klassenerhalt sicherte. Im Sommer 2001 unterschrieb er einen Vertrag beim Ligakonkurrenten Frankfurt Lions. Mit dem Verein aus Frankfurt am Main erreichte er nach der Hauptrunde den zehnten Platz und verpasste somit die Qualifikation für die Play-offs. Da er bei den Lions kaum Punkte erzielte, bekam er keinen neuen Vertrag. Schließlich schloss er sich dem SC Bietigheim-Bissingen an, den er allerdings erneut nach nur einem Jahr wieder verließ.
Über den Heilbronner EC in der Saison 2002/03 kam er 2003 zum SC Riessersee. Für den SCR ging er in 21 Partien aufs Eis, da der Verein wenig später Insolvenz anmeldete und den Spielbetrieb in der 2. Bundesliga einstellte. Mann verließ den Verein und wechselte zurück zum SC Bietigheim-Bissingen. Dort beendete er die laufende Spielzeit 2003/04. In 44 Spielen konnte er 33 Mal punkten und gehörte damit zu den besten Scorern seiner Mannschaft.
2004 nahmen ihn die Verantwortlichen der Straubing Tigers unter Vertrag. Bei den Tigers erreichte der Stürmer seinen bisherigen Karrierehöhepunkt und war in der Saison 2004/05 mit 56 Punkten in 45 Hauptrunden-Spielen der beste deutsche Spieler seines Teams und der viertbeste insgesamt. Lediglich Norman Batherson, Niklas Hede und Trevor Gallant konnten in dieser Spielzeit mehr Punkte für die Tigers erzielen. Zum Ende der Saison 2005/06 stieg er mit den Straubing Tigers in die DEL auf. Während der folgenden Saison 2006/07 verließ er die Tigers nach 37 Partien und beendete die Spielzeit beim SC Bietigheim-Bissingen.
Zur Saison 2007/08 unterschrieb er einen Vertrag bei den Augsburger Panther, für die er 55 Spiele absolvierte und dabei 22 Scorerpunkte absolvierte. Im Sommer 2008 verließ er Deutschland zum ersten Mal in seiner Karriere. Das Management des schwedischen Zweitligisten Mora IK verpflichtete den damals 33-Jährigen für ein Jahr.
Für die Saison 2009/10 unterschrieb er einen Vertrag bei den Dresdner Eislöwen und war Kapitän der Mannschaft. Im Januar 2010 wurde er freigestellt. Wenige Tage später unterzeichnete Mann einen Vertrag bis Oktober bei den Nürnberg Ice Tigers.
Nachdem dieser Vertrag ausgelaufen war, wechselte Mann in die Oberliga zu den ECC Preussen Juniors Berlin, wo er sich nach eigenen Angaben in einer Berliner Lokalpresse „fit halten wolle“, um eventuell noch einmal einen Vertrag als Profisportler zu unterzeichnen. Nachdem jedoch der dortige Trainer Karel Slanina entlassen worden war, wechselte er auf die Trainerbank, um als Spielertrainer aktiv zu sein.
Im Dezember 2015 nahmen die Lausitzer Füchse Stefan Mann als Teilzeitprofi bis zum Ende der laufenden Saison unter Vertrag.

## Erfolge und Auszeichnungen
- 1995 Deutscher Meister mit den Kölner Haien
- 2006 Meister der 2. Bundesliga und Aufstieg in die DEL mit den Straubing Tigers

## DEL-Statistik
(Stand: Ende der Saison 2008/09)